# Aotus infulatus
Aotus infulatus är en däggdjursart som först beskrevs av Heinrich Kuhl 1820.  Aotus infulatus ingår i släktet nattapor, och familjen Aotidae.
Inga underarter finns listade i Catalogue of Life men Wilson & Reeder (2005) och IUCN listar Aotus infulatus som underart till Aotus azarai.
Denna nattapa förekommer i centrala och nordöstra Brasilien. Avgränsningen mot andra underarter av Aotus azarai är inte helt klarlagt. Levnadssättet borde motsvara andra nattapors beteende.